# Kiknadze
Kiknadze je priimek več oseb:
- Mihail Gerontevič Kiknadze, sovjetski general
- Georgi Kiknadze, gruzinski nogometaš